# Poecilasthena decolor
Poecilasthena decolor là một loài bướm đêm trong họ Geometridae.